# Powerless (Héroes)

Powerless es el undécimo y último episodio de la segunda temporada de la serie de ciencia ficción Héroes.

## Argumento
Peter Petrelli y Adam Monroe irrumpen en la Papelera Primatech en Odessa, Texas, en busca de la cepa del virus Shanti, oculta en las instalaciones. Cuando entran, Hiro Nakamura detiene el tiempo y parando a todo y todos excepto a Peter, quien era insensible a su habilidad por haberla absorbido en un encuentro anterior. Hiro afirma que Adam mató a su padre y que traicionará a Peter como lo hizo con él. Peter no le cree, y cuando Hiro lo ataca, le lanza a éste una descarga eléctrica, dejándolo inconsciente, y reanuda el paso del tiempo. Adam le quita a Hiro la espada que le pertenecía y él y Peter continúan adelante.
Nathan Petrelli y Matt Parkman descubren la posición del virus gracias a Angela Petrelli. Ella añade que Adam solo puede ser asesinado destruyendo su cabeza de un disparo, y le pide a Parkman secretamente que haga lo mismo con Peter de ser necesario. Los dos hombres llegan a Primatech y encuentran a un recién despierto Hiro.
Peter usa sus poderes para abrir la bóveda donde se encuentra el virus, por la fuerza. Hiro se enfrenta nuevamente a él, pero es lanzado contra la pared. Parkman aparece y trata de persuadir telepáticamente a Peter para que vaya tras Adam, pero Peter se resiste y empuja a Matt hacia atrás con su telequinesis. Repentinamente aparece Nathan, quien habla con Peter y lo convence de que Adam intenta en realidad liberar el virus, y que usó la salvación de Nathan por su parte para ganar la confianza de su hermano.
Hiro confronta a Adam dentro de la bóveda, y lo teletransporta a otro lugar. Adam suelta y deja caer el contenedor con la cepa del virus justo antes de ser teletransportado; Peter entra a tiempo de sujetar el contenedor telequinéticamente y evitar que se esparza al caer al suelo. Poco después, lo vaporiza con una descarga. En el montón de arena restante, se observa la Hélice, y poco después el polvo se vuela.
Hiro regresa al edificio de Yamagato en Tokio y se encuentra con Ando, quien le pregunta si logró vengar la muerte de su padre. Hiro dice que Adam "no volverá a lastimar a nadie nunca más". La escena muestra a Adam encerrado en un ataúd en un cementerio japonés y gritando por socorro.
Después de que Monica Dawson fuera secuestrada por una pandilla, Micah Sanders pide a su madre Niki que la ayude. A pesar del hecho de que, por culpa del virus, perdió sus poderes, ella acepta. Ambos siguen una señal de GPS que transmite el celular de Monica, y que los conduce a un viejo almacén abandonado. Un miembro de la pandilla tiene a esta última atada y trata de matarla quemando el almacén. Niki noquea al secuestrador y desata a Monica. La chica logra escapar del lugar con la ayuda de Niki, pero la madre de Micah queda atrapada entre las llamas y con la salida bloqueada. Segundos después, el edificio explota, probablemente con Niki dentro.
Bob dice a Noah Bennet que Claire tiene la intención de exponer a La Compañía, y le pregunta si ella tiene información peligrosa. Bennet solo sonríe. Bob afirma que deberán tomar medidas drásticas.
Mientras Claire selecciona los archivos de su padre (a quien se toma por muerto) para exponer a La Compañía, West Rosen aparece y trata de convencerla de no revelar el secreto del chico.
Furiosa, ella le entrega su archivo, y le dice que "no habrá que preocuparse más por 'nosotros'".
Noah regresa a casa, revelando que continúa vivo gracias a la sangre de Claire. Le dice a Claire que no debe hacer pública a La Compañía, y que ha hecho con ella un trato: trabajará para ellos de nuevo, con la condición de dejar a su familia vivir vidas normales.
Maya Herrera descubre la verdadera naturaleza de Sylar cuando éste secuestra a Molly Walker y a Mohinder Suresh. Elle, mientras busca entre los archivos de su padre, descubre un video de las cámaras de vigilancia que muestra a Sylar en el laboratorio de Mohinder. Ella decide "hacer el héroe" para recuperar la consideración de su padre.
Cuando Sylar fuerza a Mohinder a restaurar sus poderes, Maya descubre por Molly que su hermano Alejandro fue asesinado por el propio Sylar. Cuando Maya se enfrenta a él por causa de esto, Sylar le dispara en el pecho. Luego, ordena a Mohinder que pruebe la cura hecha con la sangre de Claire
en su víctima. Cuando Maya resucita, Elle irrumpe en el laboratorio y ataca a Sylar; él escapa, llevándose la sangre con él. Ella está decepcionada consigo misma por haberlo dejado escapar, pero Mohinder le dice que ha salvado sus vidas y que es una heroína.
Nathan da una conferencia de prensa con la ayuda de Parkman, quien induce mentalmente a todos a prestarle atención. Petrelli ha decidido revelar la naturaleza de los héroes y La Compañía. Cuando va a anunciar su habilidad de volar, es baleado en el pecho por un desconocido.
La escena siguiente muestra a Angella Petrelli mirando el reporte televisivo sobre el ataque a su hijo, y habla por teléfono con una persona desconocida. Dice calmada y firmemente que entiende la razón del ataque a Nathan, pero que el atentado ha "abierto la Caja de Pandora".

## Volumen Tres: Villanos
Al final del episodio se incluye un breve prólogo del Volumen Tres. Sylar, sangrando y herido por el ataque de Elle, se inyecta la muestra de sangre de Claire que le quitó a Mohinder. Sus heridas sanan inmediatamente, y el consigue usar sus habilidades telequinéticas con una lata, que atrae hacia su mano. La escena concluye con Sylar diciendo, mientras sonríe malignamente, "He vuelto"(I'm back).